# 控制台元件列表

Windows 10中的控制台

以下的列表所顯示的是Microsoft Windows控制台中的元件，它們能夠讓使用者針對各種目標來設定電腦，或者是檢視連接到電腦上各種設備或硬體（如：印表機、數據機等）的狀態，以及安裝新的硬體、軟體或者網路連線等。每個元件都是獨立存在的，其形式可能是一個檔案（通常副檔名為.cpl）、資料夾或者是DLL檔案。有些元件則存在於登錄檔中，以下是其可能位置：
1. HKLM\SOFTWARE\Microsoft\Windows\Current Version\Control Panel\Cpls
2. HKLM\SOFTWARE\Microsoft\Windows\Current Version\Explorer\Control Panel\Namespace

但是，在不同的作業系統中，元件的組合也不同，故以下的元件並不一定會出現在所有的作業系統中。
當使用者開啟控制台（control.exe）後，它就利用這些位置來找出其元件，並在使用者介面中重新整理以方便存取。另一種開啟控制台元件的手動方式則是利用命令提示字元（cmd.exe）來輸入指令。如：當"Control.exe inetcpl.cpl"或者是"control.exe /name Microsoft. InternetOptions"這兩個指令在Windows XP或Windows Vista的命令提示字元中被輸入後，就會開啟「網際網路選項」元件。

## 標準元件
| 協助工具選項（Access.cpl） |
| --- |
| 允許使用者設定其電腦的協助工具。它包含了各種協助工具的選項，主要是針對有器官方面上的障礙以及硬體需求不足的使用者提供便利。 - 鍵盤的行為可以更改，主要是幫助在使用鍵盤上有障礙的人。包括相黏鍵、篩選鍵以及切換鍵。 - 音效的行為可以更改，包括聲音感測以及顯示聲音。 - 高對比顯示模式可以透過它開啟。 - 當打字時所出現的游標可以更改，能夠改變其寬度以及閃爍速率。 - 滑鼠能夠使用鍵盤上的滑鼠鍵（通常是數字鍵台上的方向鍵）來控制。 |
| 新增硬體（hdwwiz.cpl） |
| 會開啟一個精靈，而這個精靈能夠引導使用者安裝新的硬體。這可以透過選取列表中的硬體，或者是指定硬體驅動程式安裝檔案的詳細位置來完成。 |
| 新增或移除程式（appwiz.cpl） |
| 新增或移除程式元件允許使用者來檢視所有安裝在電腦中的軟體，並由以下方式來管理： - 讓使用者檢視軟體所佔的硬碟空間以及使用頻率（分為很少、偶爾、經常，可以作為使用者移除該程式的參考），並讓使用者移除、重新安裝或者是更改軟體的設定等。 - 讓使用者手動安裝存在於CD-ROM、軟碟中的軟體，或安裝／移除Windows Update所提供的更新。 - 讓使用者透過Windows安裝精靈來安裝、移除或更改存在於電腦中的Windows元件，包括Internet Explorer、Windows Media Player以及Windows Messenger。 - 讓使用者設定某些特定程式存取的預設值。如：網頁瀏覽器、媒體播放器以及電子郵件程式等。                                                                                             |
| 系統管理工具 |
| 使用者可以透過它來管理系統，包括安全、效能、服務等選項。它是一個類似資料夾的設定選項，其中還包含了許多連結以設定不同的選項，如事件檢視器、元件服務等。 |
| 自動更新（wuaucpl.cpl） |
| 使用者可以透過它來設定當有更新可以使用時，Windows Update（wuauclt.exe）所要執行的動作，或者是調整是否開啟自動下載及安裝更新，以及若要開啟自動更新，則時間排程的選項等。預設選項是每天自動下載及安裝，而使用者可以自行調整其頻率以及要更新的時間。它亦允許使用者使其在下載或安裝之前顯示提示，甚至直接關閉自動更新。 這個元件也可以透過「系統」元件中的「自動更新」標籤開啟。 |
| 日期和時間（timedate.cpl） |
| 讓使用者更改作業系統或BIOS中的日期和時間，並提供更改時區的選項。它亦讓使用者從網際網路的時間伺服器自動與電腦時間同步化，同時也能夠選取自訂的伺服器。 |
| 顯示（desk.cpl） |
| 允許使用者設定電腦螢幕的顯示選項： - 讓使用者選取電腦壁紙，並設定其顯示方式。 - 讓使用者選取或停用螢幕保護程式，並設定當電腦閒置多久後開啟。另外也可以設定螢幕保護程式的密碼。 - 讓使用者選取電腦的佈景主題。使用者可以使用Windows XP／Vista主題，或者是傳統的Windows 98／Me主題。它也讓使用者更改「我的電腦」以及「資源回收筒」等圖示。 - 讓使用者更改螢幕的顯示解析度以及色彩品質，並提供有關螢幕顯示的疑難排解。 |
| 資料夾選項（rundll32.exe shell32.dll,Options_RunDLL 0） |
| 它讓使用者設定有關資料夾以及檔案在Windows Explorer中的顯示方式。另外，它亦讓使用者透過它來設定當開啟一個資料夾時要用新的視窗或用原本的視窗開啟，以及是否使用傳統的資料夾檢視。進階方面，它也可以調整是否顯示隱藏的系統檔案、是否顯示已知的副檔名以及特定的檔案類型要用什麼程式來開啟之類的設定。 |
| 字型 |
| 如同一個資料夾般的顯示所有系統中安裝的字型列表。使用者可以透過它來新增、刪除、變更以及管理電腦上的字型。 |
| 網際網路選項（inetcpl.cpl） |
| 讓使用者更改有關電腦對於網際網路連線、Internet Explorer網頁瀏覽器的行為。它包含了幾種不同的標籤，每種標籤有不同的功能選項，介紹如下： - 一般－提供有關首頁、外觀等選項以及刪除歷程瀏覽記錄等功能。 - 安全性、隱私權－提供限制允許瀏覽的網站、是否封鎖特定網站的Cookie等安全性選項。它亦提供了Internet Explorer內建的快顯封鎖程式（僅存在於Windows XP SP2或以上）以及網頁釣魚篩選工具（僅存在於Internet Explorer 7或以上）的選項。 - 內容－讓使用者設定有關家長控制、自動完成以及憑證等選項。 - 連線、程式集、進階－這些標籤就提供其它的網際網路選項，如數據機、電子郵件程式、代理伺服器以及其它進階選項等等。                                                |
| 鍵盤（main.cpl keyboard） |
| 讓使用者調整鍵盤的相關設定，如字元重複、游標閃爍頻率等選項。 |
| 郵件（mlcfg32.cpl） |
| 這個元件讓使用者設定有關預設電子郵件程式的選項（通常是Microsoft Outlook）。Microsoft Outlook Express則不能透過這個元件被設定，而是需要開啟程式後進入其設定選項方可修改。 |
| 滑鼠（main.cpl） |
| 讓使用者調整滑鼠的相關設定，如雙擊的速度、左右手慣用、滑鼠移動及滾輪的速度等。顯示的部份，則包括了是否要顯示指標軌跡、是否要在打字的時候隱藏游標等選項。它也提供了當特定的狀態時，滑鼠的游標要如何顯示（如忙碌、縮放等），並讓使用者選擇系統提供的游標主題。 |
| 網路連線（ncpa.cpl） |
| 顯示並允許使用者來編輯、建立或停用電腦網路連線，如區域網路（LAN）以及網際網路連線。它也提供了疑難排解的功能，方便當使用者碰到有關網路連線的問題時來解決並重新連線。 |
| 電話和數據機選項（telephon.cpl） |
| 管理電話以及數據機的連線選項。 |
| 電源選項（powercfgcpl） |
| 讓使用者手動管理電腦的電源消耗量以及其它選項： - 指定電腦閒置多久後自動關閉螢幕以及硬體；以及閒置多久後自動進入待命（或休眠）模式。 - 指定當使用者按下電腦的電源開關時要執行的動作，如關機或待命等。 - 開啟或關閉休眠模式（有些系統在啟動時會不穩定）。 - 設定UPS（如果可用的話）。 |
| 印表機和傳真 |
| 顯示所有連接到電腦上的印表機以及傳真機，並提供兩種主要功能： 1. 它能夠顯示所有印表機正在執行或等待中的工作，並提供檔案大小、來源使用者以及狀態等資訊供檢視。它也讓使用者暫停、取消每個工作或調整其先後順序。 2. 讓使用者透過機體廠商所提供的選項調整列印以及傳真的設定，例如紙張大小、品質等。另外，還提供有關於透過網路或藍芽來分享機體的選項及設定。 |
| 地區及語言選項（intl.cpl） |
| 讓使用者更改所使用的電腦的地區、貨幣、語言等選項，如： - 數字的顯示格式（如：小數點）。 - 貨幣的顯示格式，包括貨幣符號。 - 日期和時間的顯示格式，包括小時與分鐘之間的分隔號以及十二小時制或二十四小時制。 - 電腦的所在位置（國家）。至於時區的部份要使用日期和時間元件來調整。 - 語言： - 輸入語言。 - 調整鍵盤各個按鍵的佈置。 - 選單以及對話框的顯示語言。 - 若要顯示亞洲文字，則東亞語言套件就必須要透過這個元件來安裝。 - 有關內碼表的設定。 |
| 資訊安全中心（Windows XP Service Pack 2或以上，Windows 7更名為「行動中心」）（wscui.cpl） |
| 資訊安全中心主要功能，就是提供使用者內建於Windows作業系統中的安全元件。它提供了有關安裝在作業系統中防毒軟體的資訊（如：McAfee、諾頓網路安全大師等）。另外，它也包括了有關Windows Update自動更新的選項，同時也提供了管理網路安全的設定。資訊安全中心中也有一些網站連結，都是一些介紹關於最近的電腦病毒的文章，並會在當電腦的安全受到威脅時警告使用者。 |
| 聲音及音訊裝置（mmsys.cpl） |
| 這個元件提供了各種有關音效的設定選項： - 更改音響的音量以及種類，並選擇是否在工作列中放置音量圖示。 - 更改或取消當某些狀況發生時，電腦所要播放的音效（如：登入、登出以及緊急停止等）。 - 更改預設的音效播放、錄音以及MIDI音樂播放的裝置等。 - 更改音效卡的各項設定，並選擇是否使用硬體加速。 - 顯示所有安裝到電腦上的各種音效裝置，並提供選項供使用者設定。 |
| 語音（Sapi.cpl） |
| 這個元件主要有兩種功能，第一種就是能夠提供有關語音合成的設定選項，讓使用者選擇要使用哪一種聲音、速度要多快來朗讀電腦文字（預設為Microsoft Sam）。第二種就是提供有關語音識別的設定選項（需要支援此功能才可使用），讓使用者建立個人聲音檔案，讓電腦一一辨識使用者讀出的文字。而每個人必須要建立屬於自己獨立個人檔案的原因如下： - 每個人在文法方面的朗讀方式不同，電腦會計算使用者在文法上犯的錯誤，並記憶以方便之後辨識。 - 每個人說話的速度不同，並且兩個字中間的間隔時間也不同，電腦同時也會記憶有關這方面的資訊。 這也提供了語音識別訓練精靈（需要支援語音識別），它能夠幫助使用者透過麥克風以互動的方式「訓練」電腦以讓其能夠更精準的辨識使用者所說的話。 |
| 系統（Sysdm.cpl） |
| 此元件讓使用者檢視或更改核心的系統組件，這個元件也可以經由在「我的電腦」上按右鍵點選「內容」開啟。使用者能透過它： - 檢視電腦的資訊，包括RAM的大小、CPU的速度以及種類、Windows作業系統的版本以及電腦的製造商等資訊。 - 更改在網路工作群組（Network Workgroup）中所顯示的電腦名稱。 - 透過開啟裝置管理員來管理或設定電腦上的硬體設備，並檢視其資訊，如製造商、驅動程式版本等。 - 選擇是否開啟自動系統還原。 - 選擇是否開啟Windows Update的自動更新，並在開啟後調整更新排程（此部分也可經由開啟「自動更新」元件更改）。 - 調整進階的效能設定，如視覺效果、處理器排程、記憶體使用量以及虛擬記憶體等。                                                           |
| 工作列和 [開始] 功能表（rundll32.exe shell32.dll,Options_RunDLL 1） |
| 讓使用者設定有關開始功能表以及工作列的顯示方式以及行為： - 選擇要使用Windows XP／Vista還是傳統Windows 9x／Me風格的開始功能表以及工作列。 - 選擇是否要自動隱藏工作列。 - 是否要在通知區域中顯示小時鐘。 - 讓使用者更改通知區域的圖示顯示。 - 進階選項，如是否要在開始功能表中顯示「印表機和傳真」或「我的文件」連結等。 |
| 使用者帳戶（nusrmgr.cpl） |
| 讓使用者設定有關自己帳戶的資料，如果自己的帳戶有足夠的權限（系統管理員），也可以透過這個工具管理其它在電腦上的帳戶資料。能夠更改的有包括圖片（若有此功能）、密碼、使用者名稱、.net passport等。如果是系統管理員，使用者也能新增或刪除帳戶。另外，也可以選擇是否開啟「Guest」帳戶以及是否要在開機時使用歡迎畫面。 |
| Windows 防火牆 |
| 提供有關Windows內建防火牆的選項設定。使用者可以選擇是否開啟Windows防火牆，並增加或刪除不被其限制的例外程式。 |
| 排定的工作 |
| 如同資料夾般顯示電腦排定的工作。使用者可以透過開啟排程工作精靈來設定電腦在一定的時間執行某個程式。 |
| 無線網路安裝精靈 |
| 讓使用者透過一個精靈來安裝自己所架設的無線網路（需要具有無線網路卡）。使用者可以選擇範圍內的無線網路，並輸入其密碼（如果需要），即可使電腦記憶並方便之後連線。 |
| 無線連結 |
| 在支援的情況下，提供使用者有關紅外線連結、無線傳輸以及其使用的硬體等設定選項，並提供疑難排解。 |
| 網路安裝精靈 |
| 如果使用者想要架設家用網路，或連接到網際網路，就可以透過這個精靈來執行。它能夠依照步驟使用精靈的方式指導使用者完成這個程序。 |

## 周邊設備
當有些周邊設備如掃描器等連接到電腦時，以下元件就可能依著製造商的不同而有不同的顯示介面了，但是它們通常還是會有一些基本的功能。
包括以下元件：
- 掃描器與數位相機
- 遊戲控制器